# Arubaanse Volkspartij
Arubaanse Volkspartij eller Partido di Pueblo Arubano (AVP) er et kristendemokratisk politisk parti i Aruba. Ved sidste parlamentsvalg i 2017 vandt partiet 39,9% af stemmerne og 9 ud af 21 sæder i Staten, og blev dermed det største oppositionsparti i landet.
| Politik | Spire Denne artikel om politik og ideologi er en spire som bør udbygges. Du er velkommen til at hjælpe Wikipedia ved at udvide den. |